# 31418 Sosaoyarzabal
31418 Sosaoyarzabal è un asteroide della fascia principale. Scoperto nel 1999, presenta un'orbita caratterizzata da un semiasse maggiore pari a 2,2420182 au e da un'eccentricità di 0,0883031, inclinata di 4,12262° rispetto all'eclittica.